# Vale Tudo - O Som e a Fúria de Tim Maia
Vale Tudo - O Som e a Fúria de Tim Maia é um livro de 2007 lançado pela Editora Objetiva. O livro foi escrito pelo jornalista e produtor musical Nelson Motta, amigo e fã de Tim.[carece de fontes?].
É um livro biográfico e conta a história de Tim Maia, desde sua infância e juventude, no bairro carioca da Tijuca, sua ida conturbada aos Estados Unidos, onde foi preso e deportado por roubo e porte de drogas, até destacar-se pelo pioneirismo em trazer para a MPB o estilo soul de cantar. Com sua voz grave e carregada, tornou-se um dos grandes nomes da música brasileira, conquistando grande vendagem e consagrando sucessos, lembrados até hoje, pelo grande público. Em 2012, o livro deu origem a um musical, Tim Maia – Vale Tudo, inicialmente estrelado por Tiago Abravanel, mais tarde substituído por Danilo de Moura, e em 2014, influenciou um filme dirigido por Mauro Lima e estrelado por Robson Nunes e Babu Santana, ambos interpretando Tim Maia.